# Burya
Burya (escrito Буря en cirílico, significa tormenta, en ruso) fue un misil de crucero intercontinental soviético, también conocido bajo la denominación La-350, comenzado a desarrollar en 1954 y cancelado en 1961. Se realizaron 18 lanzamientos, 7 de ellos fallidos. Fue un competidor directo del proyecto Buran.
El comienzo de la fase de diseño por parte de Lavochkin fue autorizado por un decreto el 20 de mayo de 1954. Se trataría de un misil de crucero supersónico capaz de alcanzar mach 3. El diseño de misiles balísticos hizo obsoletos los misiles de crucero intercontinentales, lo que supuso el fin del proyecto Buran.
En la prueba final el misil llevó una carga de 2350 kg a una distancia de 6500 km a mach 3,2. Usaba motores ramjet fabricados por Glushko y una aerodinámica ideada por el TsAGI (el Instituto Central de Hidrodinámica). Podía llevar una ojiva de 2100 kg hasta una distancia máxima de 8.500 km. La configuración especificada por el TsAGI para la etapa de crucero implicaba alas convencionales en flecha en ángulo de 70 grados. El fuselaje era cilíndrico, con el cono de choque del motor ramjet en el morro e inclinado 3 grados hacia abajo, el mismo ángulo que el ángulo de cabeceo del misil en la etapa de crucero. Los sistemas de guiado y astronavegación irían en un carenado en la parte superior del misil, con los rastreadores de estrellas mirando a través de una ventana hecha de cuarzo. El diseño preliminar se completó en septiembre de 1955. En septiembre de 1956 el proyecto sufrió cierto retraso debido a la exigencia de aumentar la carga máxima transportada por el misil de 2100 a 2350 kg.
El diseño usaba dos cohetes aceleradores derivados del misil táctico Scud R-11. El misil tenía 19,9 metros de largo, 7,75 m de envergadura y una masa de 96 t y sería lanzado verticalmente desde una rampa.
El primer lanzamiento de un Burya tuvo lugar en julio de 1955, y finalizó en fracaso tras caer cerca de la zona de lanzamiento y explotar.
El proyecto fue cancelado en noviembre de 1957, tres meses después de que el nuevo misil balístico intercontinental R-7 de Sergéi Koroliov fuese probado con éxito. A pesar de todo, las pruebas continuaron. Con el lanzamiento número 14 se alcanzó una distancia de 4.000 km. La última prueba llevó una carga de 2350 kg a una distancia de 6500 km a una velocidad de mach 3,2. La masa total de este último misil era de 97.215 kg.

## Datos técnicos

### Cohetes aceleradores
2 cohetes, con las siguientes características:
- Masa lleno: 27.000 kg
- Masa vacíos: 4.000 kg
- Empuje (en el vacío): 771,7 kN
- ISP: 250 s
- Tiempo de combustión: 70 s
- Diámetro: 1,45 m
- Envergadura: 5,2 m
- Longitud: 18,9 m
- Propulsantes: ácido nítrico y amina
- N.º de motores por unidad: 1
- Motor: S2.1150

### Etapa principal
Un único vehículo:
- Masa lleno: 40.865 kg
- Masa vacío: 13 000 kg
- Empuje (en el vacío): 76 kN
- ISP: 1.500 s
- Tiempo de combustión: 8.500 s
- Diámetro: 2,2 m
- Envergadura: 7,75 m
- Longitud: 18 m
- Propulsantes: aire y queroseno
- N.º de motores: 1
- Motor: RD-012U